# Zuid-Amerikaans kampioenschap voetbal vrouwen 2025
Het Zuid-Amerikaans kampioenschap voetbal vrouwen 2025 (officieel als 2025 Copa América Femenina) was een internationaal voetbaltoernooi voor vrouwen, dat georganiseerd wordt door de CONMEBOL. Het was de tiende editie van dit toernooi en werd van 11 juli tot 2 augustus 2025 gespeeld in het gastland Ecuador. Brazilië was de titelverdediger en wist deze voor de vijfde maal op rij te prolongeren door Colombia in de finale na strafschoppen te verslaan.
In tegenstelling tot voorgaande edities, werd dit eindtoernooi niet gebruikt als kwalificatie voor het wereldkampioenschap voetbal vrouwen 2027, maar werd daarvoor een apart kwalificatietoernooi gespeeld. Echter waren er via dit toernooi wel twee plekken te verdienen voor de Olympische Zomerspelen in Los Angeles en drie extra plekken voor de Pan-Amerikaanse Spelen 2027 in Lima (samen met gastland Peru).

## Deelnemende landen
| Land                   | Aantal deelnames (incl. 2025) | Beste deelname                                            | Plek op FIFA-ranglijst aan het begin van dit toernooi |
| ---------------------- | ----------------------------- | --------------------------------------------------------- | ----------------------------------------------------- |
| Argentinië             | 9                             | Kampioen (2006)                                           | 32                                                    |
| Bolivia                | 9                             | Vijfde plaats (1995)                                      | 105                                                   |
| Brazilië (titelhouder) | 10                            | Kampioen (1991, 1995, 1998, 2003, 2010, 2014, 2018, 2022) | 4                                                     |
| Chili                  | 10                            | Tweede plaats (1991, 2018)                                | 39                                                    |
| Colombia               | 8                             | Tweede plaats (2010, 2014, 2022)                          | 18                                                    |
| Ecuador (gastland)     | 9                             | Derde plaats (2014)                                       | 67                                                    |
| Paraguay               | 8                             | Vierde plaats (2006, 2022)                                | 45                                                    |
| Peru                   | 8                             | Derde plaats (1998)                                       | 77                                                    |
| Uruguay                | 8                             | Derde plaats (2006)                                       | 63                                                    |
| Venezuela              | 9                             | Derde plaats (1991)                                       | 48                                                    |

## Stadions
De stadions werden op 5 mei 2025 aangekondigd. Alle wedstrijden worden in Quito gespeeld. Vanwege sponsorredenen kreeg het Estadio Banco Guayaquil een andere naam tijdens het toernooi.
| Quito                                 | Quito                        | Quito                       | · Quito |
| ------------------------------------- | ---------------------------- | --------------------------- | ------- |
| Estadio IDV (Estadio Banco Guayaquil) | Estadio Gonzalo Pozo Ripalda | Estadio Rodrigo Paz Delgado | · Quito |
| Capaciteit: 12.000                    | Capaciteit: 18.779           | Capaciteit: 41.575          | · Quito |
|                                       |                              |                             | · Quito |

## Scheidsrechters
Op 14 juni 2025 maakte de CONMEBOL bekend welke officials waren geselecteerd voor het toernooi.
Scheidsrechters
- Roberta Echeverría
- Adriana Farfán
- Daiane Muniz
- Dione Rissios
- María Victoria Daza
- Marcelly Zambrano
- Ivana Projkovska
- Zulma Quiñónez
- Milagros Arruela
- Anahí Fernández
- Emikar Calderas

Assistent-scheidsrechters
- Daiana Milone
- Gisela Trucco
- Elizabeth Blanco
- Maricela Urapuca
- Maíra Mastella
- Leila Moreira
- Marcia Castillo
- Leslie Vásquez
- Mary Blanco
- Mayra Sánchez
- Mónica Amboya
- Viviana Segura
- Giulia Tempestilli
- Nancy Fernández
- Nadia Weiler
- Mariana Aquino
- Vera Yupanqui
- Iragartze Fernández
- Belén Clavijo
- Daiana Fernández
- Francis García
- Migdalia Rodríguez

## Groepsfase

### Groep A
| Pos | Team        | Wed | W | G | V | Ptn | DV | DT | +/− | Kwalificatie                                    |
| --- | ----------- | --- | - | - | - | --- | -- | -- | --- | ----------------------------------------------- |
| 1   | Argentinië  | 4   | 4 | 0 | 0 | 12  | 6  | 1  | +5  | Door naar de halve finale                       |
| 2   | Uruguay     | 4   | 2 | 1 | 1 | 7   | 6  | 3  | +3  | Door naar de halve finale                       |
| 3   | Chili       | 4   | 2 | 0 | 2 | 6   | 6  | 6  | 0   | Geplaatst voor de play-offs om de vijfde plaats |
| 4   | Ecuador (G) | 4   | 1 | 1 | 2 | 4   | 6  | 7  | −1  |                                                 |
| 5   | Peru        | 4   | 0 | 0 | 4 | 0   | 1  | 8  | −7  |                                                 |

|                            |                             |         |                                    |                                                                                 |
| 11 juli 2025 19:00 (UTC−5) | Ecuador                     | 2 – 2   | Uruguay                            | Estadio Banco Guayaquil, Quito Toeschouwers: 2.679 Scheidsrechter: Daiane Muniz |
| 11 juli 2025 19:00 (UTC−5) | Correa 72' (e.d.) Arias 78' | Verslag | 11' Aquino 53' (pen.) Pa. González | Estadio Banco Guayaquil, Quito Toeschouwers: 2.679 Scheidsrechter: Daiane Muniz |

|                            |      |         |                                      |                                                                                  |
| 12 juli 2025 16:00 (UTC−5) | Peru | 0 – 3   | Chili                                | Estadio Banco Guayaquil, Quito Toeschouwers: 145 Scheidsrechter: Emikar Calderas |
| 12 juli 2025 16:00 (UTC−5) |      | Verslag | 62' Cabezas 82' Keefe 90+4' Valencia | Estadio Banco Guayaquil, Quito Toeschouwers: 145 Scheidsrechter: Emikar Calderas |

|                            |                   |         |                |                                                                                 |
| 15 juli 2025 16:00 (UTC−5) | Uruguay           | 0 – 1   | Argentinië     | Estadio Banco Guayaquil, Quito Toeschouwers: 816 Scheidsrechter: Zulma Quiñónez |
| 15 juli 2025 16:00 (UTC−5) | Carballo 81', 81' | Verslag | 76' Bonsegundo | Estadio Banco Guayaquil, Quito Toeschouwers: 816 Scheidsrechter: Zulma Quiñónez |

|                            |             |         |                                            |                                                                                     |
| 15 juli 2025 19:00 (UTC−5) | Peru        | 1 – 3   | Ecuador                                    | Estadio Banco Guayaquil, Quito Toeschouwers: 2.788 Scheidsrechter: Ivana Projkovska |
| 15 juli 2025 19:00 (UTC−5) | Bilcape 69' | Verslag | 16' Arias 42' (pen.) Bolaños 90+7' Moreira | Estadio Banco Guayaquil, Quito Toeschouwers: 2.788 Scheidsrechter: Ivana Projkovska |

|                            |            |         |      |                                                                                 |
| 18 juli 2025 16:00 (UTC−5) | Uruguay    | 1 – 0   | Peru | Estadio Banco Guayaquil, Quito Toeschouwers: 194 Scheidsrechter: Adriana Farfán |
| 18 juli 2025 16:00 (UTC−5) | Aquino 64' | Verslag |      | Estadio Banco Guayaquil, Quito Toeschouwers: 194 Scheidsrechter: Adriana Farfán |

|                            |                        |         |                       |                                                                                      |
| 18 juli 2025 19:00 (UTC−5) | Argentinië             | 2 – 1   | Chili                 | Estadio Banco Guayaquil, Quito Toeschouwers: 429 Scheidsrechter: María Victoria Daza |
| 18 juli 2025 19:00 (UTC−5) | Falfán 75' Cometti 90' | Verslag | 11' Pardo 90+4' Acuna | Estadio Banco Guayaquil, Quito Toeschouwers: 429 Scheidsrechter: María Victoria Daza |

|                            |               |         |      |                                                             |
| 21 juli 2025 16:00 (UTC−5) | Argentinië    | 1 – 0   | Peru | Estadio Banco Guayaquil, Quito Scheidsrechter: Daiane Muniz |
| 21 juli 2025 16:00 (UTC−5) | Rodríguez 88' | Verslag |      | Estadio Banco Guayaquil, Quito Scheidsrechter: Daiane Muniz |

|                            |                          |         |                    |                                                               |
| 21 juli 2025 19:00 (UTC−5) | Chili                    | 2 – 1   | Ecuador            | Estadio Banco Guayaquil, Quito Scheidsrechter: Zulma Quiñónez |
| 21 juli 2025 19:00 (UTC−5) | Keefe 35' N. López 45+5' | Verslag | 24' (pen.) Bolaños | Estadio Banco Guayaquil, Quito Scheidsrechter: Zulma Quiñónez |

|                            |         |         |                          |                                                               |
| 24 juli 2025 19:00 (UTC−5) | Ecuador | 0 – 2   | Argentinië               | Estadio Banco Guayaquil, Quito Scheidsrechter: Adriana Farfán |
| 24 juli 2025 19:00 (UTC−5) |         | Verslag | 19' Núñez 70' Bonsegundo | Estadio Banco Guayaquil, Quito Scheidsrechter: Adriana Farfán |

|                            |       |         |                                           |                                                                      |
| 24 juli 2025 19:00 (UTC−5) | Chili | 0 – 3   | Uruguay                                   | Estadio Gonzalo Pozo Ripalda, Quito Scheidsrechter: Ivana Projkovska |
| 24 juli 2025 19:00 (UTC−5) |       | Verslag | 40' (pen.) Pa. González 65', 73' Carballo | Estadio Gonzalo Pozo Ripalda, Quito Scheidsrechter: Ivana Projkovska |

### Groep B
| Pos | Team      | Wed | W | G | V | Ptn | DV | DT | +/− | Kwalificatie                                    |
| --- | --------- | --- | - | - | - | --- | -- | -- | --- | ----------------------------------------------- |
| 1   | Brazilië  | 4   | 3 | 1 | 0 | 10  | 12 | 1  | +11 | Door naar de halve finale                       |
| 2   | Colombia  | 4   | 2 | 2 | 0 | 8   | 12 | 1  | +11 | Door naar de halve finale                       |
| 3   | Paraguay  | 4   | 2 | 0 | 2 | 6   | 8  | 9  | −1  | Geplaatst voor de play-offs om de vijfde plaats |
| 4   | Venezuela | 4   | 1 | 1 | 2 | 4   | 8  | 5  | +3  |                                                 |
| 5   | Bolivia   | 4   | 0 | 0 | 4 | 0   | 1  | 25 | −24 |                                                 |

|                            |         |         |                                          |                                                                                         |
| 13 juli 2025 19:00 (UTC−5) | Bolivia | 0 – 4   | Paraguay                                 | Estadio Gonzalo Pozo Ripalda, Quito Toeschouwers: 317 Scheidsrechter: Marcelly Zambrano |
| 13 juli 2025 19:00 (UTC−5) |         | Verslag | 23', 40', 61' C. Martínez 90+3' Chamorro | Estadio Gonzalo Pozo Ripalda, Quito Toeschouwers: 317 Scheidsrechter: Marcelly Zambrano |

|                            |                                       |         |           |                                                                                        |
| 13 juli 2025 16:00 (UTC−5) | Brazilië                              | 2 – 0   | Venezuela | Estadio Gonzalo Pozo Ripalda, Quito Toeschouwers: 824 Scheidsrechter: Milagros Arruela |
| 13 juli 2025 16:00 (UTC−5) | Amanda Gutierres 32' Duda Sampaio 88' | Verslag |           | Estadio Gonzalo Pozo Ripalda, Quito Toeschouwers: 824 Scheidsrechter: Milagros Arruela |

|                            |                   |         |                                                                    |                                                                                          |
| 16 juli 2025 16:00 (UTC−5) | Bolivia           | 0 – 6   | Brazilië                                                           | Estadio Gonzalo Pozo Ripalda, Quito Toeschouwers: 410 Scheidsrechter: Roberta Echeverría |
| 16 juli 2025 16:00 (UTC−5) | Rivero 57', 90+2' | Verslag | 13', 32' Luany 37' (pen.), 79', 83' Kerolin 90+5' Amanda Gutierres | Estadio Gonzalo Pozo Ripalda, Quito Toeschouwers: 410 Scheidsrechter: Roberta Echeverría |

|                            |           |       |          |                                                                                       |
| 16 juli 2025 19:00 (UTC−5) | Venezuela | 0 – 0 | Colombia | Estadio Gonzalo Pozo Ripalda, Quito Toeschouwers: 1.097 Scheidsrechter: Dione Rissios |
| 16 juli 2025 19:00 (UTC−5) | Verslag   |       |          | Estadio Gonzalo Pozo Ripalda, Quito Toeschouwers: 1.097 Scheidsrechter: Dione Rissios |

|                            |                                                                         |         |              |                                                                      |
| 19 juli 2025 16:00 (UTC−5) | Venezuela                                                               | 7 – 1   | Bolivia      | Estadio Gonzalo Pozo Ripalda, Quito Scheidsrechter: Ivana Projkovska |
| 19 juli 2025 16:00 (UTC−5) | Altuve 13', 58', 61' García 24' Guarecuco 29' Chirinos 48' Carrasco 69' | Verslag | 18' Doerksen | Estadio Gonzalo Pozo Ripalda, Quito Scheidsrechter: Ivana Projkovska |

|                            |                                           |         |                 |                                                                                       |
| 19 juli 2025 19:00 (UTC−5) | Colombia                                  | 4 – 1   | Paraguay        | Estadio Gonzalo Pozo Ripalda, Quito Toeschouwers: 883 Scheidsrechter: Anahí Fernández |
| 19 juli 2025 19:00 (UTC−5) | Caicedo 13', 83' Ramírez 57' Santos 90+4' | Verslag | 15' C. Martínez | Estadio Gonzalo Pozo Ripalda, Quito Toeschouwers: 883 Scheidsrechter: Anahí Fernández |

|                            |                                                                                                   |         |         |                                                                       |
| 22 juli 2025 16:00 (UTC−5) | Colombia                                                                                          | 8 – 0   | Bolivia | Estadio Gonzalo Pozo Ripalda, Quito Scheidsrechter: Marcelly Zambrano |
| 22 juli 2025 16:00 (UTC−5) | Montoya 9', 33' Ramírez 13' A. Flores 37' (e.d.) Caicedo 43' Bonilla 56' Carabalí 70' Loboa 90+3' | Verslag |         | Estadio Gonzalo Pozo Ripalda, Quito Scheidsrechter: Marcelly Zambrano |

|                            |                                  |         |                                                       |                                                                   |
| 22 juli 2025 19:00 (UTC−5) | Paraguay                         | 1 – 4   | Brazilië                                              | Estadio Gonzalo Pozo Ripalda, Quito Scheidsrechter: Dione Rissios |
| 22 juli 2025 19:00 (UTC−5) | Arrieta 35', 50' C. Martínez 65' | Verslag | 27', 39' Yasmim 60' Amanda Gutierres 75' Duda Sampaio | Estadio Gonzalo Pozo Ripalda, Quito Scheidsrechter: Dione Rissios |

|                            |            |         |          |                                                                      |
| 25 juli 2025 19:00 (UTC−5) | Brazilië   | 0 – 0   | Colombia | Estadio Gonzalo Pozo Ripalda, Quito Scheidsrechter: Milagros Arruela |
| 25 juli 2025 19:00 (UTC−5) | Lorena 24' | Verslag |          | Estadio Gonzalo Pozo Ripalda, Quito Scheidsrechter: Milagros Arruela |

|                            |                            |         |                                 |                                                                |
| 25 juli 2025 19:00 (UTC−5) | Paraguay                   | 2 – 1   | Venezuela                       | Estadio Banco Guayaquil, Quito Scheidsrechter: Anahí Fernández |
| 25 juli 2025 19:00 (UTC−5) | Acosta 64' C. Martínez 84' | Verslag | 40' Altuve 45+2' Day. Rodríguez | Estadio Banco Guayaquil, Quito Scheidsrechter: Anahí Fernández |

## Knock-outfase

### Wedstrijdschema
|  | Halve finale      | Halve finale      |                    |       | Finale | Finale |
|  |                   |                   |                    |       |        |        |
|  | 28 juli – Quito   |                   |                    |       |        |        |
|  |                   |                   |                    |       |        |        |
|  | Argentinië        | 0 (4)             |                    |       |        |        |
|  | Argentinië        | 0 (4)             | 2 augustus – Quito |       |        |        |
|  | Colombia (w.n.s.) | 0 (5)             |                    |       |        |        |
|  | Colombia (w.n.s.) | 0 (5)             | Colombia           | 4 (4) |        |        |
|  | 29 juli – Quito   |                   | Colombia           | 4 (4) |        |        |
|  |                   | Brazilië (w.n.s.) | 4 (5)              |       |        |        |
|  | Brazilië          | Brazilië (w.n.s.) | 4 (5)              | 5     |        |        |
|  | Brazilië          |                   |                    | 5     |        |        |
|  | Uruguay           | 1                 |                    |       |        |        |
|  | Uruguay           | 1                 |                    |       |        |        |

|  | Wedstrijd om de vijfde plaats |   |
|  |                               |   |
|  | 28 juli – Quito               |   |
|  |                               |   |
|  | Chili                         | 0 |
|  | Chili                         | 0 |
|  | Paraguay                      | 1 |
|  | Paraguay                      | 1 |

|  | Wedstrijd om de derde plaats |       |
|  |                              |       |
|  | 1 augustus – Quito           |       |
|  |                              |       |
|  | Argentinië (w.n.s.)          | 2 (5) |
|  | Argentinië (w.n.s.)          | 2 (5) |
|  | Uruguay                      | 2 (4) |
|  | Uruguay                      | 2 (4) |

### Wedstrijd om de vijfde plaats
De winnaar van deze wedstrijd kwalificeerde zich voor de Pan-Amerikaanse Spelen 2027.
|                            |       |         |               |                                                                |
| 28 juli 2025 16:00 (UTC−5) | Chili | 0 – 1   | Paraguay      | Estadio Banco Guayaquil, Quito Scheidsrechter: Emikar Calderas |
| 28 juli 2025 16:00 (UTC−5) |       | Verslag | 90+2' Arrieta | Estadio Banco Guayaquil, Quito Scheidsrechter: Emikar Calderas |

### Halve finales
De winnaars van deze wedstrijden kwalificeerden zich voor de Olympische Zomerspelen 2028, de verliezers kwalificeerden zich voor de Pan-Amerikaanse Spelen 2027.
|                            |                                                  |       |                                            |                                                                     |
| 28 juli 2025 19:00 (UTC−5) | Argentinië                                       | 0 – 0 | Colombia                                   | Estadio Rodrigo Paz Delgado, Quito Scheidsrechter: Ivana Projkovska |
| 28 juli 2025 19:00 (UTC−5) | Verslag                                          |       |                                            | Estadio Rodrigo Paz Delgado, Quito Scheidsrechter: Ivana Projkovska |
| 28 juli 2025 19:00 (UTC−5) | Strafschoppen                                    |       |                                            | Estadio Rodrigo Paz Delgado, Quito Scheidsrechter: Ivana Projkovska |
| 28 juli 2025 19:00 (UTC−5) | Bonsegundo Braun Gramaglia Cometti Núñez Stábile | 4 – 5 | Usme Carabalí Paví Ramírez Caicedo Bonilla | Estadio Rodrigo Paz Delgado, Quito Scheidsrechter: Ivana Projkovska |

|                            |                                                                          |         |                     |                                                                   |
| 29 juli 2025 19:00 (UTC−5) | Brazilië                                                                 | 5 – 1   | Uruguay             | Estadio Rodrigo Paz Delgado, Quito Scheidsrechter: Zulma Quiñónez |
| 29 juli 2025 19:00 (UTC−5) | Amanda Gutierres 11', 65' Gio Garbelini 13' Marta 27' (pen.) Dudinha 86' | Verslag | 51' (e.d.) Isa Haas | Estadio Rodrigo Paz Delgado, Quito Scheidsrechter: Zulma Quiñónez |

### Wedstrijd om de derde plaats
|                               |                                          |         |                                              |                                                                    |
| 1 augustus 2025 19:00 (UTC−5) | Argentinië                               | 2 – 2   | Uruguay                                      | Estadio Rodrigo Paz Delgado, Quito Scheidsrechter: Emikar Calderas |
| 1 augustus 2025 19:00 (UTC−5) | Cometti 24' Bonsegundo 83' (pen.)        | Verslag | 35' Pizarro 45' Viera                        | Estadio Rodrigo Paz Delgado, Quito Scheidsrechter: Emikar Calderas |
| 1 augustus 2025 19:00 (UTC−5) | Strafschoppen                            |         |                                              | Estadio Rodrigo Paz Delgado, Quito Scheidsrechter: Emikar Calderas |
| 1 augustus 2025 19:00 (UTC−5) | Bonsegundo Braun Roggerone Cometti Núñez | 5 – 4   | Pa. González Lacoste Ramírez Olivera Pizarro | Estadio Rodrigo Paz Delgado, Quito Scheidsrechter: Emikar Calderas |

### Finale
|                               |                                                         |              |                                                               |                                                                  |
| 2 augustus 2025 16:00 (UTC−5) | Colombia                                                | 4 – 4 (n.v.) | Brazilië                                                      | Estadio Rodrigo Paz Delgado, Quito Scheidsrechter: Dione Rissios |
| 2 augustus 2025 16:00 (UTC−5) | Caicedo 25' Tarciane 69' (e.d.) Ramírez 88' Santos 115' | Verslag      | 45+9' (pen.) Angelina 80' Amanda Gutierres 90+6', 105' Marta  | Estadio Rodrigo Paz Delgado, Quito Scheidsrechter: Dione Rissios |
| 2 augustus 2025 16:00 (UTC−5) | Strafschoppen                                           |              |                                                               | Estadio Rodrigo Paz Delgado, Quito Scheidsrechter: Dione Rissios |
| 2 augustus 2025 16:00 (UTC−5) | Usme Restrepo Paví Santos Caicedo Bonilla Carabalí      | 4 – 5        | Tarciane Angelina Amanda Gutierres Mariza Marta Jhonson Luany | Estadio Rodrigo Paz Delgado, Quito Scheidsrechter: Dione Rissios |

## Kwalificatie internationale toernooien

### Olympische Zomerspelen
- De twee onderstaande teams kwalificeerden zich voor de Olympische Zomerspelen 2028 in Los Angeles.

| Land     | Datum kwalificatie | Vorige deelnames                                   |
| -------- | ------------------ | -------------------------------------------------- |
| Colombia | 28 juli 2025       | 3 (2012, 2016, 2024)                               |
| Brazilië | 29 juli 2025       | 8 (1996, 2000, 2004, 2008, 2012, 2016, 2020, 2024) |

### Pan-Amerikaanse Spelen
- De onderstaande teams kwalificeerden zich voor de Pan-Amerikaanse Spelen, samen met gastland Peru.

| Land       | Datum kwalificatie | Vorige deelnames                       |
| ---------- | ------------------ | -------------------------------------- |
| Peru       | 12 juli 2024       | 1 (2019)                               |
| Paraguay   | 28 juli 2025       | 3 (2007, 2019, 2023)                   |
| Argentinië | 28 juli 2025       | 6 (2003, 2007, 2011, 2015, 2019, 2023) |
| Uruguay    | 29 juli 2025       | 1 (2007)                               |

## Statistieken

### Doelpuntenmakers
6 doelpunten
- Amanda Gutierres
- Claudia Martínez

4 doelpunten
- Linda Caicedo
- Oriana Altuve

3 doelpunten
- Florencia Bonsegundo
- Kerolin
- Marta
- Mayra Ramírez

2 doelpunten
- Aldana Cometti
- Duda Sampaio
- Luany
- Yasmim
- Sonya Keefe
- Daniela Montoya
- Leicy Santos
- Emily Arias
- Nayely Bolaños
- Belén Aquino
- Wendy Carballo
- Pamela González

1 doelpunt
- Daiana Falfán
- Kishi Núñez
- Yamila Rodríguez
- Emilie Doerksen
- Angelina
- Dudinha
- Gio Garbelini
- Pamela Cabezas
- Nayadet López
- Vaitiare Pardo
- Mary Valencia
- Wendy Bonilla
- Jorelyn Carabalí
- Valerín Loboa
- Ligia Moreira
- Fátima Acosta
- Camila Arrieta
- Lice Chamorro
- Raquel Bilcape
- Esperanza Pizarro
- Juliana Viera
- Raiderlin Carrasco
- Melanie Chirinos
- Gabriela García
- Joemar Guarecuco

1 eigen doelpunt
- Anabel Flores (tegen Colombia)
- Isa Haas (tegen Uruguay)
- Tarciane (tegen Colombia)
- Yannel Correa (tegen Ecuador)

### Rode kaarten
1 rode kaart
- Angelina Rivero (2× geel tegen Brazilië)
- Yenny Acuna (direct rood tegen Argentinië)
- Camila Arrieta (2× geel tegen Brazilië)
- Wendy Carballo (2× geel tegen Argentinië)

### Toernooiranglijst
| Pos | Team        | Wed | W | G | V | Ptn | DV | DT | +/− | Resultaat                      |
| --- | ----------- | --- | - | - | - | --- | -- | -- | --- | ------------------------------ |
| 1   | Brazilië    | 6   | 4 | 2 | 0 | 14  | 21 | 6  | +15 | Kampioen                       |
| 2   | Colombia    | 6   | 2 | 4 | 0 | 10  | 16 | 5  | +11 | Tweede plaats                  |
| 3   | Argentinië  | 6   | 4 | 2 | 0 | 14  | 8  | 3  | +5  | Derde plaats                   |
| 4   | Uruguay     | 6   | 2 | 2 | 2 | 8   | 9  | 10 | −1  | Vierde plaats                  |
|     |             |     |   |   |   |     |    |    |     |                                |
| 5   | Paraguay    | 5   | 3 | 0 | 2 | 9   | 9  | 9  | 0   | Vijfde plaats                  |
| 6   | Chili       | 5   | 2 | 0 | 3 | 6   | 6  | 7  | −1  | Zesde plaats                   |
|     |             |     |   |   |   |     |    |    |     |                                |
| 7   | Venezuela   | 4   | 1 | 1 | 2 | 4   | 8  | 5  | +3  | Uitgeschakeld in de groepsfase |
| 8   | Ecuador (G) | 4   | 1 | 1 | 2 | 4   | 6  | 7  | −1  | Uitgeschakeld in de groepsfase |
| 9   | Peru        | 4   | 0 | 0 | 4 | 0   | 1  | 8  | −7  | Uitgeschakeld in de groepsfase |
| 10  | Bolivia     | 4   | 0 | 0 | 4 | 0   | 1  | 25 | −24 | Uitgeschakeld in de groepsfase |